# Guus Til
Guus Til (Samfya, 22 dicembre 1997) è un calciatore olandese, centrocampista del PSV.

## Biografia
Nato in Zambia a causa del lavoro del padre, da piccolo ha vissuto anche in Mozambico e in Namibia.

## Caratteristiche tecniche
È un trequartista abile tecnicamente e nel gioco aereo, dotato di un buon controllo palla e di senso del gol. Forte negli inserimenti offensivi, dispone di buona visione di gioco. Può giocare anche in mezzo al campo, segnalandosi per la qualità in costruzione del gioco, nei passaggi filtranti e nei tiri da fuori area, oltre ad avere una buona forza atletica. Sa farsi valere anche nei contrasti e in fase difensiva, oltre a essere bravo a fare filtro in mezzo al campo.
È stato paragonato a Markus Henriksen.

## Carriera

### Club
Cresciuto nel settore giovanile dell’AZ Alkmaar e affermatosi in prima squadra, nell’agosto 2019 viene venduto allo Spartak Mosca per 18 milioni di euro diventando il giocatore più caro mai pagato dalla società russa.
Il 3 settembre 2020 viene ceduto in prestito al Friburgo.
Nel giugno del 2021 viene ri-ceduto in prestito, ma questa volta agli olandesi del Feyenoord.
Segna 15 gol in Eredivisie e 6 in Conference League, competizione in cui il Feyenoord arriva fino in finale, e nel luglio del 2022 viene acquistato dal PSV con cui si mette subito in mostra risultando decisivo, con una tripletta, ai fini della vittoria della Supercoppa d'Olanda contro l'Ajax.

### Nazionale
Ha giocato nelle nazionali giovanili olandesi Under-20 ed Under-21.
Debutta in nazionale maggiore alla prima convocazione il 26 marzo 2018 nell’amichevole vinta per 0-3 contro il Portogallo. Torna a giocare con gli oranje il 4 settembre 2021 nella vittoria per 4-0 contro il Montenegro. Tre giorni dopo realizza il suo primo gol in Nazionale nel 6-1 contro la Turchia; entrambe le gare erano valide per le qualificazioni ai Mondiali del 2022.

## Statistiche

### Presenze e reti nei club
Statistiche aggiornate al 1º febbraio 2025.
| Stagione             | Squadra              | Campionato           | Campionato | Campionato | Coppe nazionali | Coppe nazionali | Coppe nazionali | Coppe continentali | Coppe continentali | Coppe continentali | Altre coppe | Altre coppe | Altre coppe | Totale | Totale | Totale |
| Stagione             | Squadra              | Comp                 | Pres       | Reti       | Comp            | Pres            | Reti            | Comp               | Pres               | Reti               | Comp        | Pres        | Reti        | Pres   | Reti   |        |
| -------------------- | -------------------- | -------------------- | ---------- | ---------- | --------------- | --------------- | --------------- | ------------------ | ------------------ | ------------------ | ----------- | ----------- | ----------- | ------ | ------ | ------ |
| 2016-2017            | Jong AZ Alkmaar      | TD                   | 14         | 3          | -               | -               | -               | -                  | -                  | -                  | -           | -           | -           | 14     | 3      |        |
| 2016-2017            | AZ Alkmaar           | E                    | 10+1       | 2          | CO              | 2               | 0               | UEL                | 3                  | 0                  | -           | -           | -           | 16     | 2      |        |
| 2017-2018            | AZ Alkmaar           | E                    | 33         | 9          | CO              | 6               | 2               | -                  | -                  | -                  | -           | -           | -           | 39     | 11     |        |
| 2018-2019            | AZ Alkmaar           | E                    | 33         | 12         | CO              | 4               | 2               | UEL                | 2                  | 1                  | -           | -           | -           | 39     | 15     |        |
| lug.-ago. 2019       | AZ Alkmaar           | E                    | 0          | 0          | CO              | 0               | 0               | UEL                | 2                  | 0                  | -           | -           | -           | 2      | 0      |        |
| Totale AZ Alkmaar    | Totale AZ Alkmaar    | Totale AZ Alkmaar    | 76+1       | 23         |                 | 12              | 4               |                    | 7                  | 1                  |             | -           | -           | 96     | 28     |        |
| 2019-2020            | Spartak Mosca        | PL                   | 18         | 2          | KR              | 3               | 0               | -                  | -                  | -                  | -           | -           | -           | 21     | 2      |        |
| ago. 2020            | Spartak Mosca        | PL                   | 3          | 0          | KR              | 0               | 0               | -                  | -                  | -                  | -           | -           | -           | 3      | 0      |        |
| Totale Spartak Mosca | Totale Spartak Mosca | Totale Spartak Mosca | 21         | 2          |                 | 3               | 0               |                    | -                  | -                  |             | -           | -           | 24     | 2      |        |
| 2020-2021            | Friburgo II          | RL                   | 4          | 4          | -               | -               | -               | -                  | -                  | -                  | -           | -           | -           | 4      | 4      |        |
| 2020-2021            | Friburgo             | BL                   | 7          | 0          | CG              | 0               | 0               | -                  | -                  | -                  | -           | -           | -           | 7      | 0      |        |
| 2021-2022            | Feyenoord            | E                    | 32         | 15         | CO              | 1               | 0               | UECL               | 16                 | 6                  | -           | -           | -           | 49     | 21     |        |
| 2022-2023            | PSV                  | E                    | 30         | 9          | CO              | 5               | 1               | UCL+UEL            | 3+7                | 0                  | SO          | 1           | 3           | 46     | 13     |        |
| 2023-2024            | PSV                  | E                    | 30         | 10         | CO              | 2               | 0               | UCL                | 8                  | 0                  | SO          | 0           | 0           | 40     | 10     |        |
| 2024-2025            | PSV                  | E                    | 20         | 8          | CO              | 2               | 1               | UCL                | 8                  | 0                  | SO          | 1           | 1           | 31     | 10     |        |
| Totale PSV           | Totale PSV           | Totale PSV           | 80         | 27         |                 | 9               | 2               |                    | 26                 | 0                  |             | 2           | 4           | 117    | 33     |        |
| Totale carriera      | Totale carriera      | Totale carriera      | 235        | 74         |                 | 25              | 6               |                    | 49                 | 7                  |             | 2           | 4           | 311    | 91     |        |

### Cronologia presenze e reti in nazionale
| Cronologia completa delle presenze e delle reti in nazionale ― Paesi Bassi | Cronologia completa delle presenze e delle reti in nazionale ― Paesi Bassi | Cronologia completa delle presenze e delle reti in nazionale ― Paesi Bassi | Cronologia completa delle presenze e delle reti in nazionale ― Paesi Bassi | Cronologia completa delle presenze e delle reti in nazionale ― Paesi Bassi | Cronologia completa delle presenze e delle reti in nazionale ― Paesi Bassi | Cronologia completa delle presenze e delle reti in nazionale ― Paesi Bassi | Cronologia completa delle presenze e delle reti in nazionale ― Paesi Bassi |
| Data                                                                       | Città                                                                      | In casa                                                                    | Risultato                                                                  | Ospiti                                                                     | Competizione                                                               | Reti                                                                       | Note                                                                       |
| -------------------------------------------------------------------------- | -------------------------------------------------------------------------- | -------------------------------------------------------------------------- | -------------------------------------------------------------------------- | -------------------------------------------------------------------------- | -------------------------------------------------------------------------- | -------------------------------------------------------------------------- | -------------------------------------------------------------------------- |
| 26-3-2018                                                                  | Ginevra                                                                    | Portogallo                                                                 | 0 – 3                                                                      | Paesi Bassi                                                                | Amichevole                                                                 | -                                                                          | 78’                                                                        |
| 4-9-2021                                                                   | Eindhoven                                                                  | Paesi Bassi                                                                | 4 – 0                                                                      | Montenegro                                                                 | Qual. Mondiali 2022                                                        | -                                                                          | 83’                                                                        |
| 7-9-2021                                                                   | Amsterdam                                                                  | Paesi Bassi                                                                | 6 – 1                                                                      | Turchia                                                                    | Qual. Mondiali 2022                                                        | 1                                                                          | 61’                                                                        |
| 8-10-2021                                                                  | Riga                                                                       | Lettonia                                                                   | 0 – 1                                                                      | Paesi Bassi                                                                | Qual. Mondiali 2022                                                        | -                                                                          | 62’                                                                        |
| 8-6-2022                                                                   | Cardiff                                                                    | Galles                                                                     | 1 – 2                                                                      | Paesi Bassi                                                                | UEFA Nations League 2022-2023 - 1º turno                                   | -                                                                          | 90+1’                                                                      |
| 11-10-2024                                                                 | Budapest                                                                   | Ungheria                                                                   | 1 – 1                                                                      | Paesi Bassi                                                                | UEFA Nations League 2024-2025 - 1º turno                                   | -                                                                          | 75’                                                                        |
| Totale                                                                     |                                                                            | Presenze                                                                   | 6                                                                          |                                                                            | Reti                                                                       | 1                                                                          |                                                                            |

| Cronologia completa delle presenze e delle reti in nazionale ― Paesi Bassi under 21 | Cronologia completa delle presenze e delle reti in nazionale ― Paesi Bassi under 21 | Cronologia completa delle presenze e delle reti in nazionale ― Paesi Bassi under 21 | Cronologia completa delle presenze e delle reti in nazionale ― Paesi Bassi under 21 | Cronologia completa delle presenze e delle reti in nazionale ― Paesi Bassi under 21 | Cronologia completa delle presenze e delle reti in nazionale ― Paesi Bassi under 21 | Cronologia completa delle presenze e delle reti in nazionale ― Paesi Bassi under 21 | Cronologia completa delle presenze e delle reti in nazionale ― Paesi Bassi under 21 |
| Data                                                                                | Città                                                                               | In casa                                                                             | Risultato                                                                           | Ospiti                                                                              | Competizione                                                                        | Reti                                                                                | Note                                                                                |
| ----------------------------------------------------------------------------------- | ----------------------------------------------------------------------------------- | ----------------------------------------------------------------------------------- | ----------------------------------------------------------------------------------- | ----------------------------------------------------------------------------------- | ----------------------------------------------------------------------------------- | ----------------------------------------------------------------------------------- | ----------------------------------------------------------------------------------- |
| 27-3-2017                                                                           | San Pedro del Pinatar                                                               | Paesi Bassi under 21                                                                | 0 – 1                                                                               | Austria under 21                                                                    | Amichevole                                                                          | -                                                                                   | 57’ 85’                                                                             |
| 1-9-2017                                                                            | Doetinchem                                                                          | Paesi Bassi under 21                                                                | 1 – 1                                                                               | Inghilterra under 21                                                                | Qual. Europeo Under-21 2019                                                         | -                                                                                   |                                                                                     |
| 5-9-2017                                                                            | Paisley                                                                             | Scozia under 21                                                                     | 2 – 0                                                                               | Paesi Bassi under 21                                                                | Qual. Europeo Under-21 2019                                                         | -                                                                                   | 68’                                                                                 |
| 10-10-2017                                                                          | Kiev                                                                                | Ucraina under 21                                                                    | 1 – 1                                                                               | Paesi Bassi under 21                                                                | Qual. Europeo Under-21 2019                                                         | -                                                                                   | 63’                                                                                 |
| 10-11-2017                                                                          | Doetinchem                                                                          | Paesi Bassi under 21                                                                | 8 – 0                                                                               | Andorra under 21                                                                    | Qual. Europeo Under-21 2019                                                         | 1                                                                                   | 81’                                                                                 |
| Totale                                                                              |                                                                                     | Presenze                                                                            | 5                                                                                   |                                                                                     | Reti                                                                                | 1                                                                                   |                                                                                     |

## Palmarès
- Supercoppa dei Paesi Bassi: 3

PSV: 2022, 2023, 2025
- Coppa dei Paesi Bassi: 1

PSV: 2022-2023
- Campionato olandese: 2

PSV: 2023-2024, 2024-2025